# Палестін (Іллінойс)
Палестін (англ. Palestine) — селище (англ. village) в США, в окрузі Кроуфорд штату Іллінойс. Населення — 1233 особи (2020).

## Географія
Палестін розташований за координатами 39°0′6″ пн. ш. 87°36′46″ зх. д. / 39.00167° пн. ш. 87.61278° зх. д. (39.001639, -87.612639).  За даними Бюро перепису населення США в 2010 році селище мало площу 2,04 км², уся площа — суходіл.

## Демографія
Згідно з переписом 2010 року, у селищі мешкало 1369 осіб у 607 домогосподарствах у складі 378 родин. Густота населення становила 671 особа/км².  Було 672 помешкання (329/км²).
Расовий склад населення:
| - 98,0 % — білих - 0,6 % — чорних або афроамериканців - 0,4 % — азіатів - 0,1 % — корінних американців |

До двох чи більше рас належало 0,7 %. Частка іспаномовних становила 0,7 % від усіх жителів.
За віковим діапазоном населення розподілялося таким чином: 21,5 % — особи молодші 18 років, 59,0 % — особи у віці 18—64 років, 19,5 % — особи у віці 65 років та старші. Медіана віку мешканця становила 40,8 року. На 100 осіб жіночої статі у селищі припадало 95,9 чоловіків;  на 100 жінок у віці від 18 років та старших — 92,8 чоловіків також старших 18 років.
Середній дохід на одне домашнє господарство  становив 44 599 доларів США (медіана — 35 855), а середній дохід на одну сім'ю — 55 923 долари (медіана — 46 750). Медіана доходів становила 40 083 долари для чоловіків та 27 969 доларів для жінок. За межею бідності перебувало 20,1 % осіб, у тому числі 35,1 % дітей у віці до 18 років та 8,9 % осіб у віці 65 років та старших.
Цивільне працевлаштоване населення становило 575 осіб. Основні галузі зайнятості: виробництво — 24,5 %, освіта, охорона здоров'я та соціальна допомога — 21,2 %, роздрібна торгівля — 8,9 %, будівництво — 8,3 %.